# Ordenstjärna
Ordenstjärna (Orbea variegata) är en art i familjen oleanderväxter från södra Sydafrika. Arten odlas som krukväxt i Sverige.
Ordenstjärna är en liten suckulent buske utan blad som blir cirka 10 cm hög. Stammarna blir 8–12 mm i diameter med relativt små tänder. Blommorna sitter 1-5 vid basen av stammarna. Blommans krona blir 4–8 cm i diameter och är oregelbundet fårad på tvären, till färgen är kronan blek gröngul med röda till prupurbruna eller nästan svarta, oregelbundna fläckar.

## Synonymer
Orbea anguinea Haw.
Orbea bufonia Haw.
Orbea clypeata (Donn ex Jacq.) Haw.
Orbea curtisii Haw.
Orbea inodora Haw.
Orbea planiflora (Jacq.) G.Don
Orbea quinquenervia Haw.
Orbea retusa Haw.
Orbea rugosa  (Donn ex Jacq.) G.Don
Orbea woodfordiana Haw.
Podanthes lepida (Jacquin) Haw.
Stapelia anguinea Jacq.
Stapelia atrata Tod.
Stapelia atropurpurea Salm-Dyck
Stapelia bisulca Schult.
Stapelia bufonia  (Haw.) Sims
Stapelia bufonia Jacq.
Stapelia ciliolulata Tod. ex Rüst
Stapelia clypeata Donn ex Jacq.
Stapelia conspurcata Willd.
Stapelia hispida Horn ex Rust
Stapelia horizontalis N.E.Br.
Stapelia inodora (Haw.) Decne.
Stapelia lepida Jacq.
Stapelia marginata Willd.
Stapelia marmorata Jacq.
Stapelia mixta Masson
Stapelia natalensis Rust
Stapelia normalis Jacq.
Stapelia obliqua Willd.
Stapelia ophiuncula Haw.
Stapelia orbicularis Andrews
Stapelia picta Donn ex Sims
Stapelia planiflora Jacq.
Stapelia putida A.Berger
Stapelia retusa Schult.
Stapelia rugosa Donn ex Jacq.
Stapelia scutellata Tod.
Stapelia scylla Sprenger
Stapelia trisulca Donn ex Jacq.
Stapelia variegata L.
Stapelia variegata var. brevicornis N.E.Br.
Stapelia variegata var. pallida N.E.Br.
Stapelia variegata var. prometheus Dammann ex Rust
Stissera bufonia (Haw.) Kuntze
Tridentia rugosa (Jacq.) G.Don